# Diocesi di Awgu

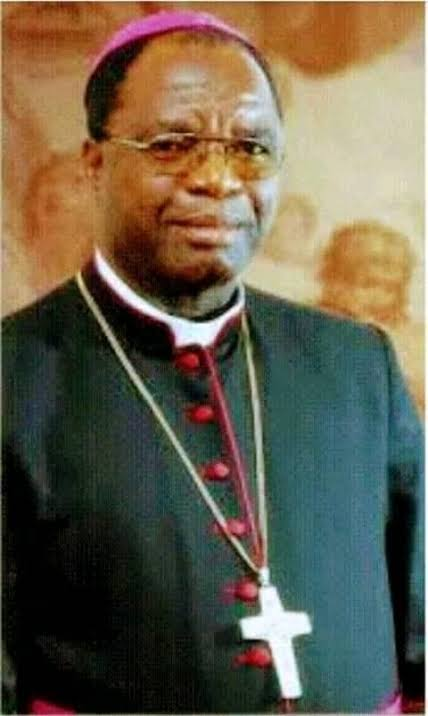
Il vescovo John Ifeanyichukwu Okoye

La diocesi di Awgu (in latino: Dioecesis Auguensis) è una sede della Chiesa cattolica in Nigeria suffraganea dell'arcidiocesi di Onitsha. Nel 2022 contava 402.891 battezzati su 702.891 abitanti. È retta dal vescovo John Ifeanyichukwu Okoye.

## Territorio
La diocesi comprende le aree di governo locale di Awgu, Agbogugu, Inyi, Ndeabor, Nnenwe, Oji rivers (ad eccezione della parrocchia di Ukwuoba) e Owelli, nello stato di Enugu in Nigeria.
Sede vescovile è la città di Awgu, dove si trova la cattedrale di San Michele arcangelo.
Il territorio si estende su 1.310 km² ed è suddiviso in 51 parrocchie.

## Storia
La diocesi è stata eretta l'8 luglio 2005 con la bolla Evangelica sollertia di papa Benedetto XVI, ricavandone il territorio dalla diocesi di Enugu.

## Cronotassi dei vescovi
Si omettono i periodi di sede vacante non superiori ai 2 anni o non storicamente accertati.
- John Ifeanyichukwu Okoye, dall'8 luglio 2005

## Statistiche
La diocesi nel 2022 su una popolazione di 702.891 persone contava 402.891 battezzati, corrispondenti al 57,3% del totale.
| anno | popolazione | popolazione | popolazione | presbiteri | presbiteri | presbiteri | presbiteri                | diaconi | religiosi | religiosi | parrocchie |
| anno | battezzati  | totale      | %           | numero     | secolari   | regolari   | battezzati per presbitero | diaconi | uomini    | donne     | parrocchie |
| ---- | ----------- | ----------- | ----------- | ---------- | ---------- | ---------- | ------------------------- | ------- | --------- | --------- | ---------- |
| 2005 | 360.000     | 600.000     | 60,0        | 42         | 40         | 2          | 8.571                     |         | 6         | 28        | 22         |
| 2012 | 375.721     | 706.000     | 53,2        | 52         | 49         | 3          | 7.225                     |         | 3         | 23        | 42         |
| 2015 | 380.377     | 658.726     | 57,7        | 57         | 55         | 2          | 6.673                     |         | 2         | 19        | 46         |
| 2018 | 400.000     | 700.000     | 57,1        | 66         | 61         | 5          | 6.060                     |         | 5         | 19        | 48         |
| 2020 | 423.740     | 741.550     | 57,1        | 70         | 63         | 7          | 6.053                     |         | 7         | 24        | 48         |
| 2022 | 402.891     | 702.891     | 57,3        | 79         | 74         | 5          | 5.099                     |         | 5         | 17        | 51         |